# Bassin du Brahmapoutre
Le bassin du Brahmapoutre fait partie du Bassin Gange-Brahmapoutre-Meghna qui draine 1 086 000 kilomètres carrés au Tibet, au Népal, en Inde et au Bangladesh.
La Jamuna-Brahmapoutre, long de 292 km, s'étend du nord du Bangladesh jusqu'à sa confluence avec le Padma. Originaire de la rivière Yarlung Tsangpo dans la région autonome chinoise de Xizang (Tibet) et traversant l'État indien de l'Arunachal Pradesh, où il est connu sous le nom de Brahmapoutre ("Fils de Brahma"), il reçoit les eaux de cinq grands affluents qui totalisent environ 292 km de longueur. Au point où le Brahmapoutre rencontre la rivière Tista au Bangladesh, il est connu sous le nom de Jamuna. Le Jamuna est connu pour ses sous-canaux changeants et pour la formation d'îles de limon fertiles (chars). Aucun établissement permanent ne peut exister le long de ses rives.
Les fleuves Gange-Brahmapoutre contribuent pour près de 1000 millions de tonnes/an de sédiments . Les sédiments apportés par ces deux rivières forment le delta du Bengale et l'éventail abyssal, une vaste structure qui s'étend du Bangladesh au sud de l'équateur, de jusqu'à 16,5 km d'épaisseur, et contient au moins 1 130 mille milliards de tonnes de sédiments s'accumulant au cours des 17 derniers millions d'années à un rythme moyen de 665 millions de tonnes/an. La baie du Bengale était autrefois plus profonde que la fosse des Mariannes, le point océanique actuel le plus profond.

## Caractéristiques du bassin

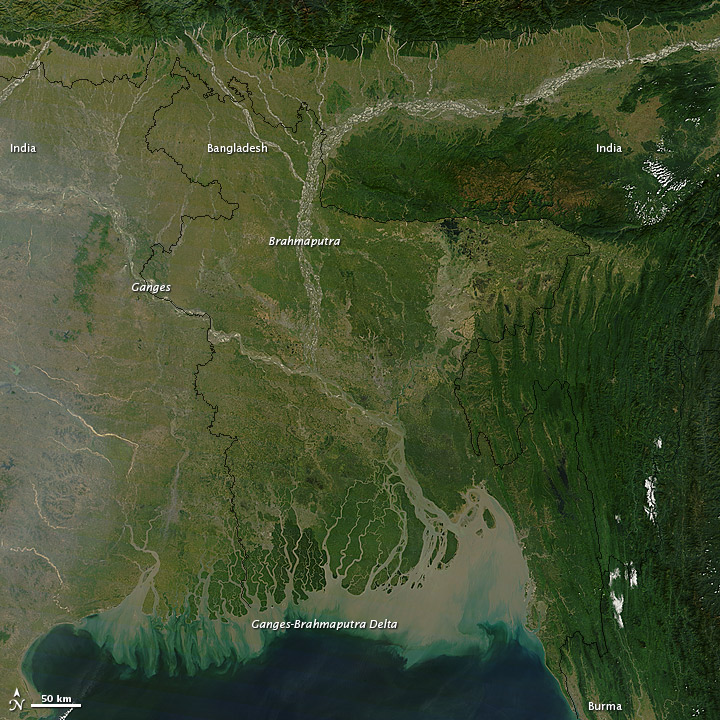
Le fleuve Brahmapoutre depuis l'espace

Le bassin de la rivière Brahmapoutre totalise 651 334 km2 ;  le Brahmapoutre est un bon exemple de rivière en tresses qui serpente un peu et forme fréquemment des barres de sable temporaires. Une région d'activité tectonique significative s'est développée dans la rivière Jamuna et est associée au soulèvement himalayen et au développement de l'avant-fosse du Bengale.
Plusieurs chercheurs ont émis l'hypothèse d'un contrôle structurel sous-jacent sur l'emplacement des principaux systèmes fluviaux du Bangladesh. Une zone de «faiblesse structurelle» le long du cours actuel des rivières Ganga-Jamuna-Padma due soit à un pli synclinal affaissé, soit à une faille en profondeur a été observée par Morgan et Melntire (1959). Scijmonsbergen (1999) soutient que les changements de largeur dans le Jamuna peuvent répondre à ces failles et ils peuvent également provoquer une sédimentation accrue en amont de la faille. Il a présenté quelques images pour affirmer qu'une faille en aval du pont de Bangabandhu a affecté la migration du canal. D'énormes accumulations de sédiments qui ont été alimentés par l'érosion himalayenne ont été produites en raison de l'approfondissement du bassin du Bengale, l'épaisseur des sédiments au-dessus du socle précambrien passant de quelques centaines de mètres dans la région du plateau, à plus de 18 km dans l’avant fosse du Bengale au sud. Le contexte tectonique et climatique des grands rejets d'eau et de sédiments dans les rivières du Bangladesh a été défini par l'affaissement en cours dans le bassin du Bengale, combiné à des taux élevés de soulèvement himalayen. Le contrôle du soulèvement et de l'affaissement est cependant clair. Les cours des rivières Jamuna et Ganga sont des contrôles de premier ordre en raison du fait qu'ils ils sont les plus influencés par les terrasses surélevées du Pléistocène du tractus de Barind et Madhupur.

### Hydrologie

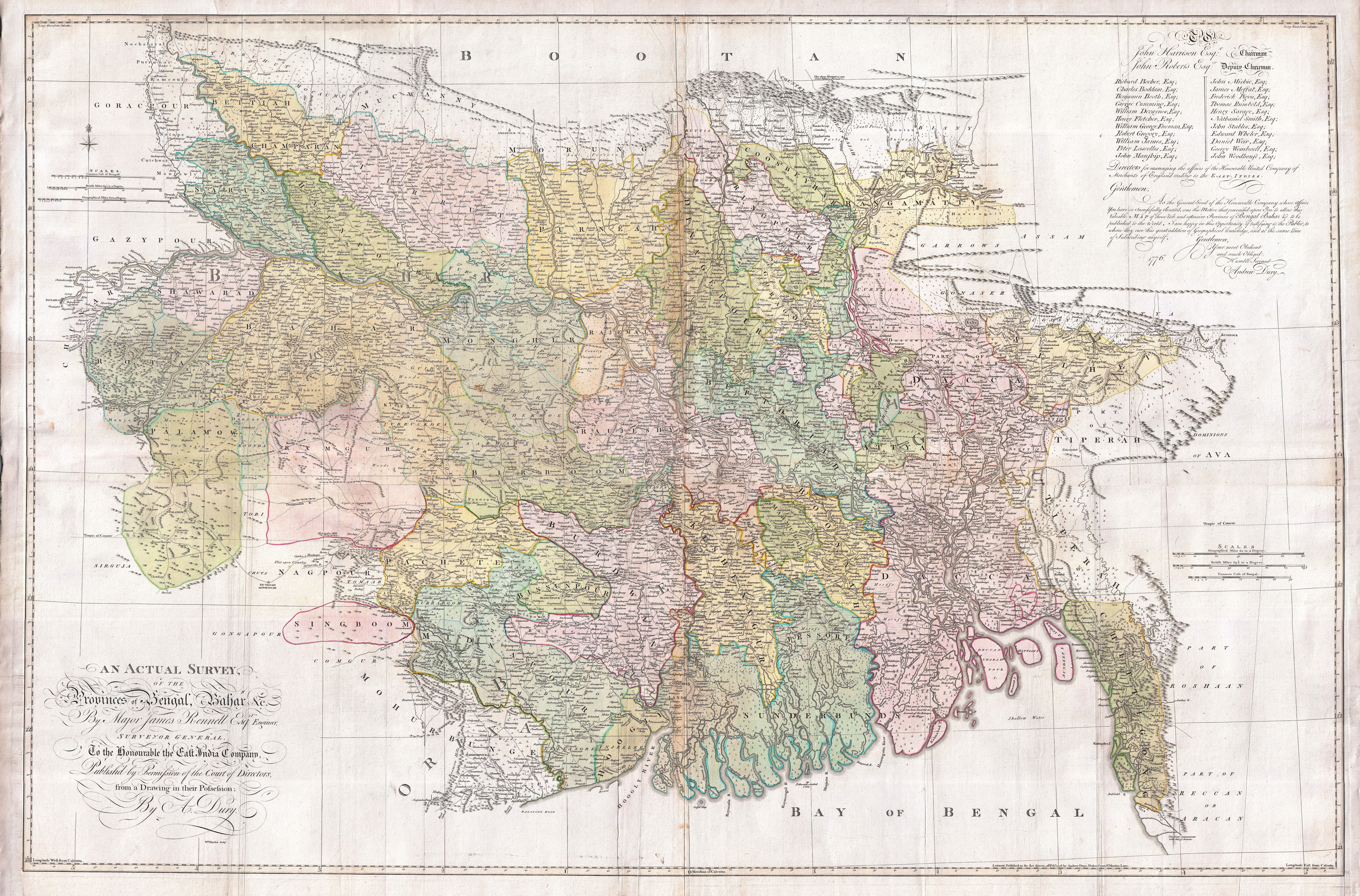
La carte de 1776 de James Rennell montre le flux du Brahmapoutre avant un tremblement de terre le 2 avril 1762 et la rivière Teesta coulant dans trois canaux vers le Gange avant une inondation en 1787.

Le système Gange-Brahmapoutre a le troisième plus grand débit moyen des fleuves du monde - environ 30 770 m3/s; et le fleuve Brahmapoutre à lui seul fournit environ19 800 m3/s par seconde du débit total. La charge combinée de sédiments en suspension des rivières, soit environ 1,87 milliard de tonnes (1,84 milliard de tonnes) par an, est la plus élevée au monde,.
Dans le passé, le cours inférieur du Brahmapoutre était différent et passait par les districts de Jamalpur et Mymensingh . Dans un tremblement de terre de magnitude 8,8 le 2 avril 1762 (1762 Arakan earthquake (en)), cependant, le canal principal du Brahmapoutre à la pointe de Bhahadurabad a été basculé vers le sud et ouvert en tant que Jamuna en raison du résultat du soulèvement tectonique du Madhupur tract (en).

## Par pays
Avec son origine dans la région du lac Manasarovar, près du mont Kailash, situé sur le côté nord de l'Himalaya dans le comté de comté de Xian de Burang Tibet en tant que Yarlung Zangbo, il coule le long du sud du Tibet pour traverser l'Himalaya dans de grandes gorges (compris le Yarlung Tsangpo Grand Canyon) et dans l'Arunachal Pradesh (Inde). ll coule au sud-ouest à travers la vallée de l'Assam en tant que Brahmapoutre et au sud à travers le Bangladesh en tant que Jamuna (à ne pas confondre avec Yamuna de l'Inde). Dans le vaste delta du Gange, il fusionne avec le Padma, le nom populaire du Gange au Bangladesh, et enfin, après avoir fusionné avec Padma, il devient Meghna ;et d'ici coule en tant que fleuve Meghna avant de se jeter dans le golfe du Bengale.

### Tibet

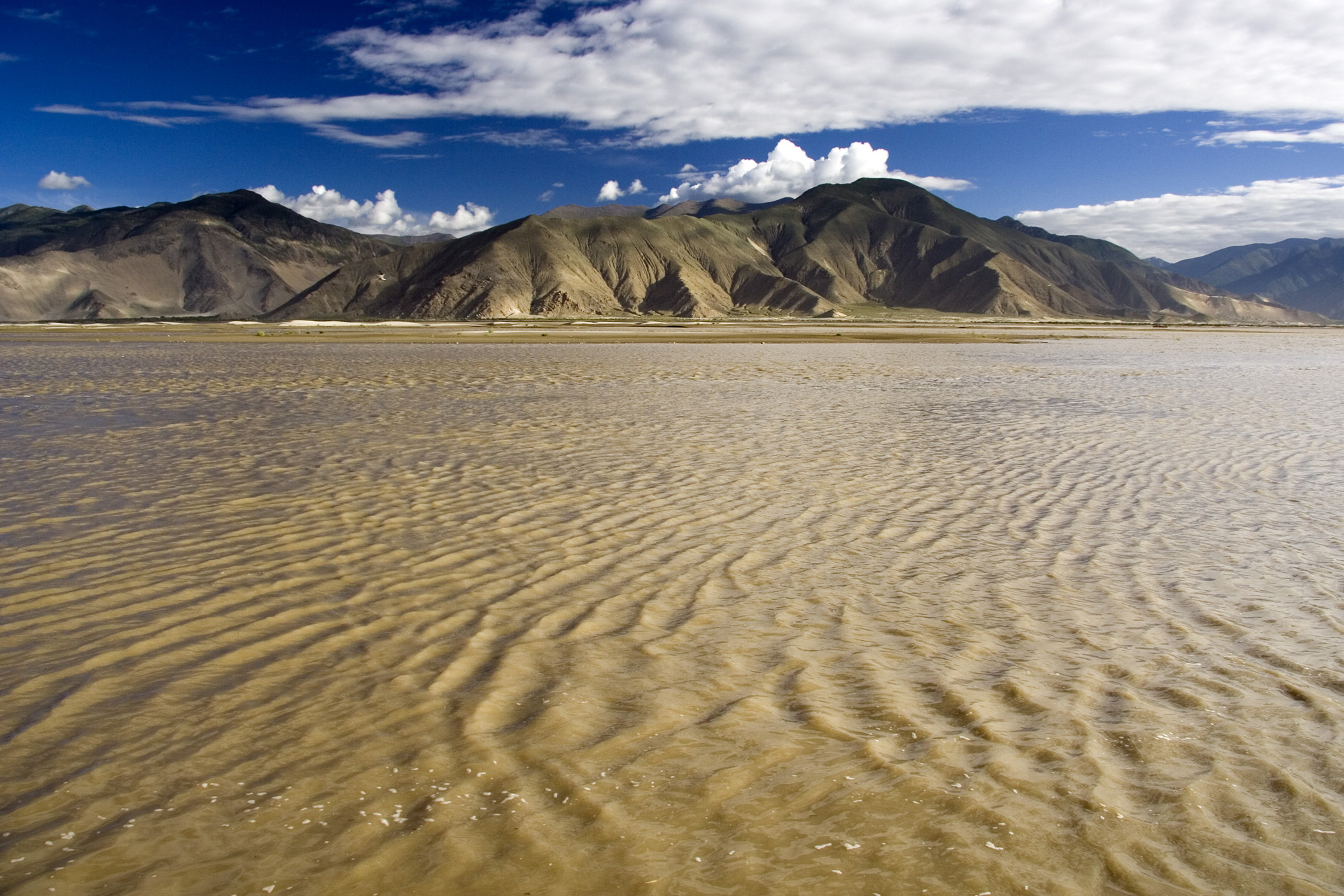
Yarlung Zangbo au Tibet

Les grands fleuves prenant leur source sur le plateau tibétain

Le cours supérieur du fleuve Brahmapoutre, connu sous le nom de Yarlung Tsangpo en langue tibétaine, prend sa source sur le glacier Angsi (en), près du mont Kailash, situé sur le côté nord de l'Himalaya dans le comté de Burang au Tibet. On pensait auparavant que la source de la rivière se trouvait sur le glacier Chemayungdung, qui couvre les pentes de l'Himalaya environ 97 km sud-est du lac Manasarovar dans le sud-ouest du Tibet. La rivière est longue de 3 969 km  et sa surface de drainage est de 712 035 km2 selon les nouvelles découvertes, alors que les documents précédents montraient que sa longueur variait de 2 916 km à 3 364 km, et sa zone de drainage entre 520 000 et 1,73 million de km2. C'est le fruit des recherches de Liu Shaochuang, un chercheur de l'Institute of Remote Sensing Applications, dans le cadre d'analyses employant le matériel récupérés des expéditions et des images satellites de l'Académie chinoise des sciences.
De sa source, la rivière coule pendant près de 1 100 km dans une direction généralement est, entre la chaîne principale de l'Himalaya au sud et la chaîne de Kailash (en) au nord.
Au Tibet, le Tsangpo reçoit un certain nombre d'affluents. Les affluents de rive gauche les plus importants sont le Raka Zangbo (Raka Tsangpo), qui rejoint la rivière à l'ouest, la Shigatsé, et la rivière de Lhassa (Kyi chu), qui passe devant la capitale tibétaine de Lhassa et rejoint le Tsangpo à Qüxü. La rivière Nyang rejoint le Tsangpo par le nord à Zela (Tsela Dzong). Sur la rive droite, une deuxième rivière appelée le Nyang Qu (Nyang Chu) rencontre le Tsangpo à Xigazê.

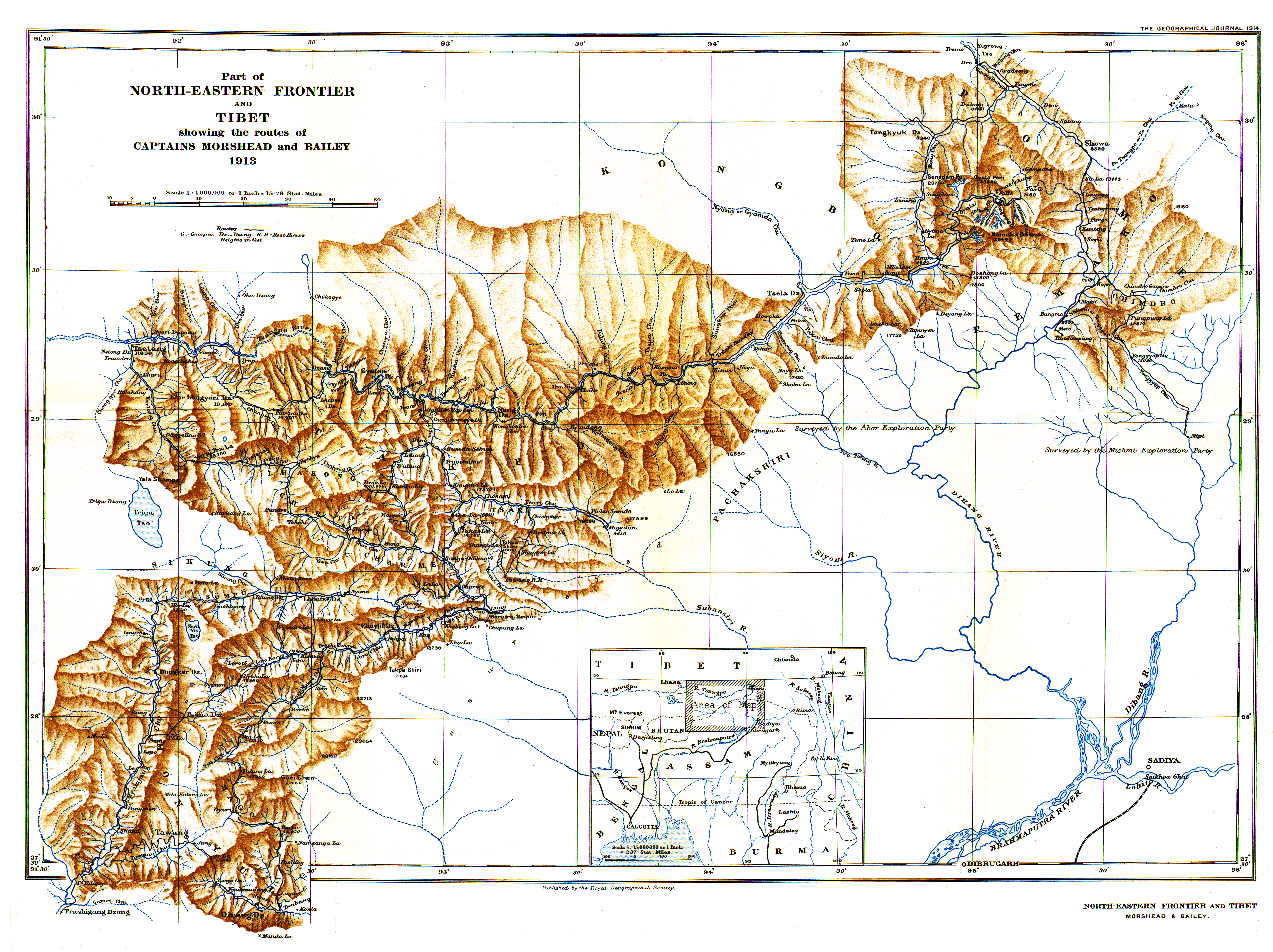
Northeastern Frontier and Tibet par Morshead et Bailey. 1914.

Après avoir passé Pi (Pe) au Tibet, la rivière tourne brusquement vers le nord et le nord-est et coupe un cours à travers une succession de grandes gorges étroites entre les massifs montagneux de Gyala Peri et Namcha Barwa dans une série de rapides et de cascades. Par la suite, la rivière tourne vers le sud et le sud-ouest et traverse une gorge profonde, les gorges du Yarlung Tsangpo, à l'extrémité est de l'Himalaya, avec des parois de canyons qui s'étendent vers le haut sur 5 000 m et plus de chaque côté. Sur ce tronçon, la rivière entre dans le nord de l'État de l'Arunachal Pradesh, dans le nord-est de l'Inde, où elle est connue sous le nom de Dihang (ou Siang), et tourne plus au sud.
Longtemps on ne sut dans quel fleuve —Yangzi Jiang, Mékong, Salouen, Irrawaddy ou Brahmapoutre — le Yarlung Tsangpo se jetait. La connexion entre Yarlung Tsangpo et le Brahmapoutre a été établie par le pundit (en) Kinthup puis confirmée par les expéditions Bailey–Morshead en 1913 et Frank Kingdon-Ward (en). Elles établissent que pour racheter la différence de niveau entre le plateau du Tibet et la plaine de Assam, le fleuve n'a pas de grandes chutes.

### Assam et région voisine

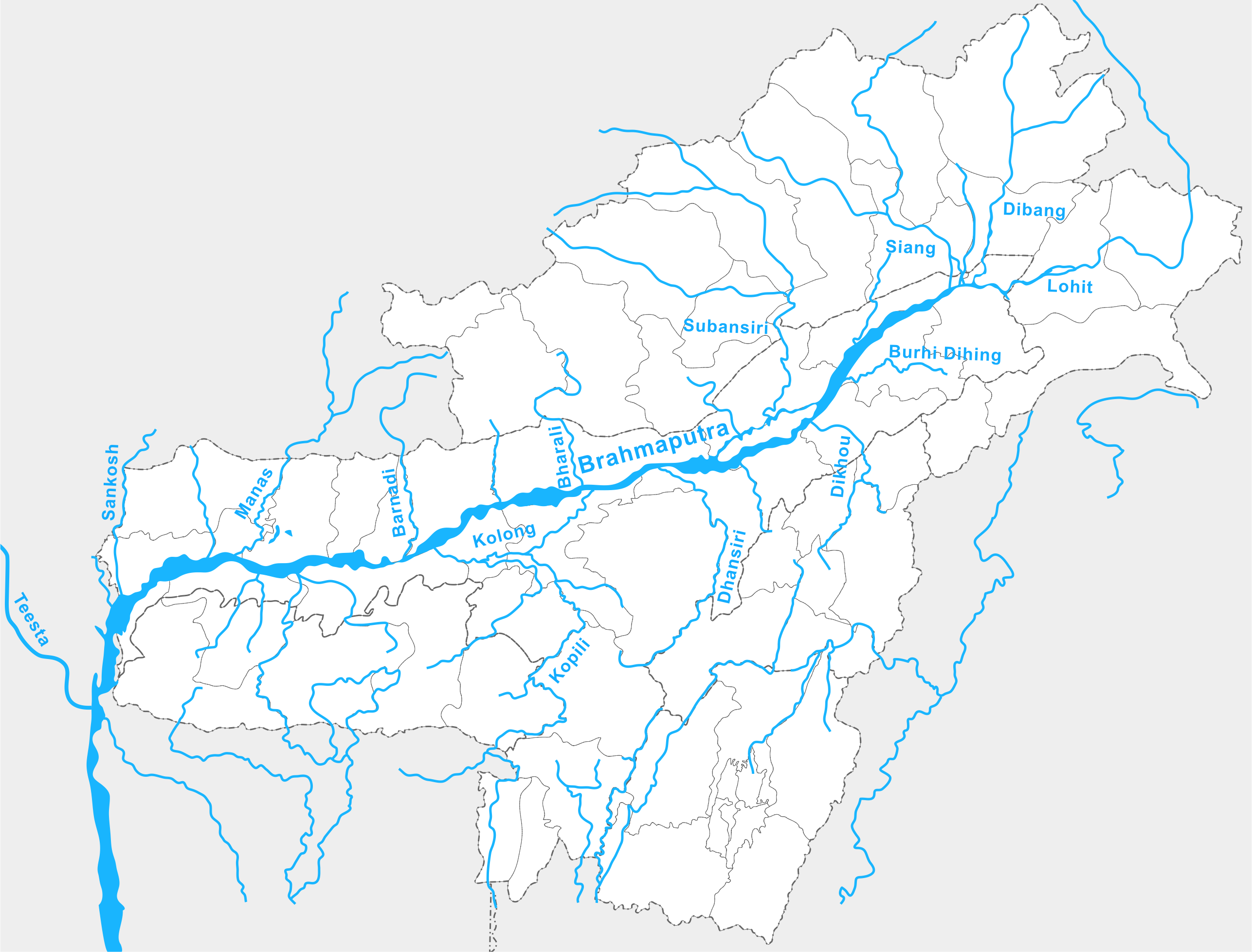
Bassin du Brahmapoutre en Inde

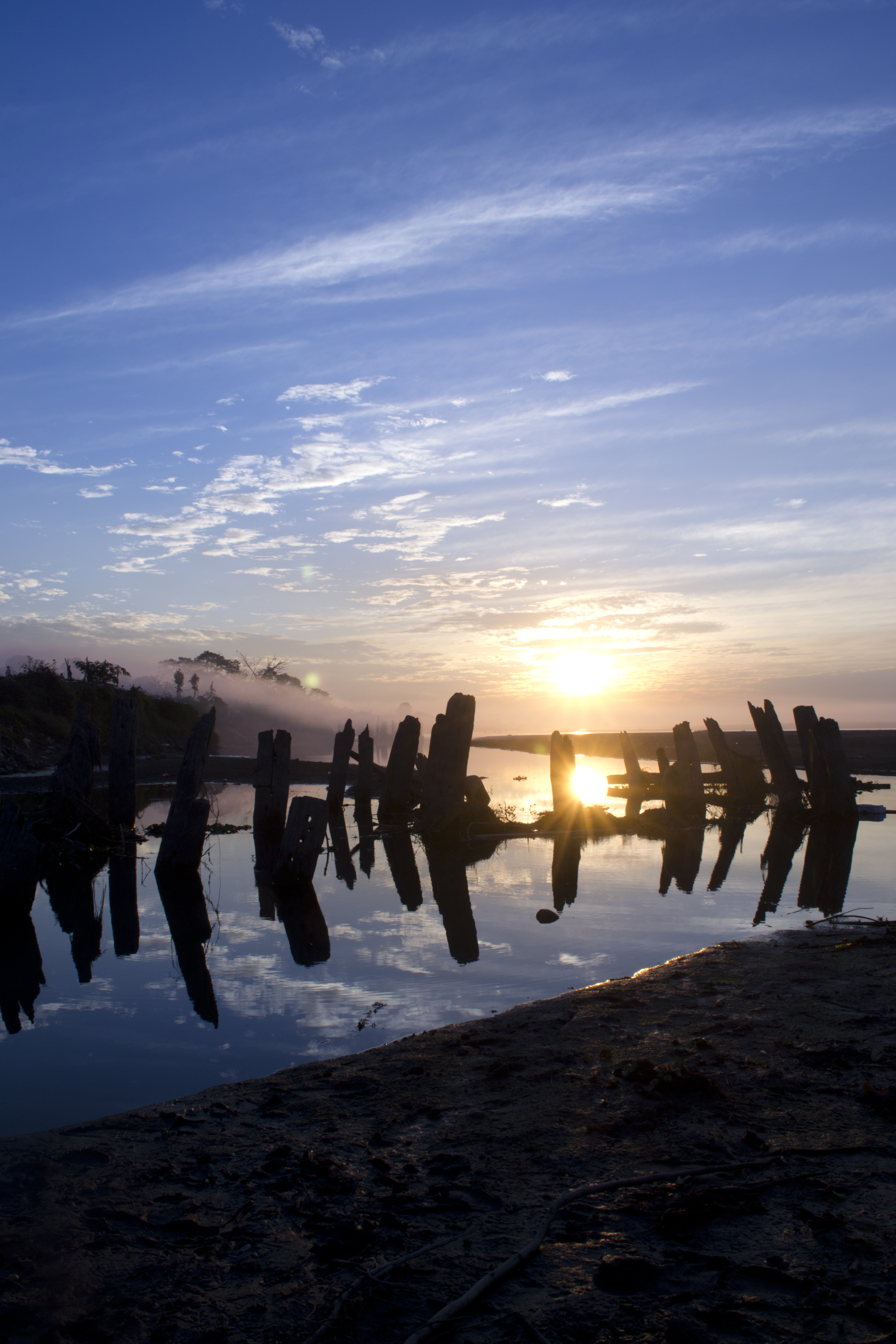
Une vue du coucher du soleil dans le Brahmapoutre de Dibrugarh

Le Yarlung Tsangpo entre dans l'état de l'Arunachal Pradesh en Inde, où il s'appelle Siang. Il fait une descente très rapide de sa hauteur d'origine au Tibet et apparaît enfin dans les plaines, où il s'appelle Dihang. Il coule pendant environ 35 km vers le sud, après quoi, il est rejoint par la rivière Dibang et la rivière Lohit à la tête de la vallée de l'Assam. Au-dessous du Lohit, le fleuve est appelé Brahmapoutre et Doima (mère de l'eau), et Burlung-Buthur par les tribus indigènes Bodo, il entre alors dans l'état d'Assam, et devient très large - jusqu'à 20 km dans certaines parties de l'Assam.
Le Dihang, serpentant hors des montagnes, se tourne vers le sud-est et descend dans un bassin bas alors qu'il pénètre dans l'état du nord-est de l'Assam. Juste à l'ouest de la ville de Sadiya, la rivière tourne à nouveau vers le sud-ouest et est rejointe par deux ruisseaux de montagne, le Lohit et le Dibang. Au-dessous de cette confluence, environ 1 450 km de la baie du Bengale, la rivière devient connue conventionnellement comme le Brahmapoutre ("Fils de Brahma"). Dans l'Assam, le fleuve est puissant, même en saison sèche, et pendant les pluies, ses rives sont distantes de plus de 8 km. Alors que la rivière suit son parcours en tresse sur 700 km à travers la vallée, il reçoit plusieurs ruisseaux himalayens à écoulement rapide, notamment les rivières Subansiri, Kameng, Bhareli, Dhansiri, Manas, Champamati, Saralbhanga et Sankosh. Les principaux affluents des collines et du plateau au sud sont les Burhi Dihing, Disang, Dikhu et Kopili
Entre les districts de Dibrugarh et de Lakhimpur, le fleuve se divise en deux canaux: le chenal nord de Kherkutia et le chenal sud du Brahmapoutre. Les deux canaux se rejoignent environ 100 km en aval, formant l'île de Majuli, qui est la plus grande île fluviale du monde. À Guwahati, près de l'ancien centre de pèlerinage de Hajo (en), le Brahmapoutre traverse les rochers du plateau de Shillong (en) , et atteint à son passage le plus étroit à 1 km de berge à berge. Le terrain de cette zone la rendait logistiquement idéale pour la Bataille of Saraighat (en), l'affrontement militaire entre l'empire moghol et le royaume Ahom en mars 1671. Le premier pont ferroviaire / routier combiné à travers le Brahmapoutre fut construit à Saraighat (en) , ouvert à la circulation en avril 1962.
L'environnement des plaines inondables du Brahmapoutre dans l'Assam a été décrit comme l' écorégion des Forêts semi-sempervirentes de la vallée du Brahmapoutre.

### Bangladesh

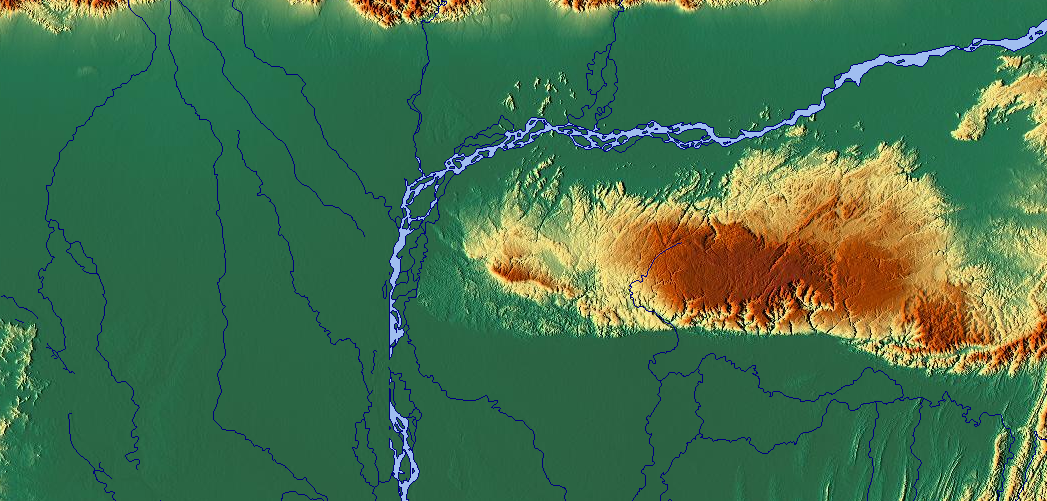
Le Brahmapoutre et ses affluents dans le nord-est de l'Inde et au Bangladesh

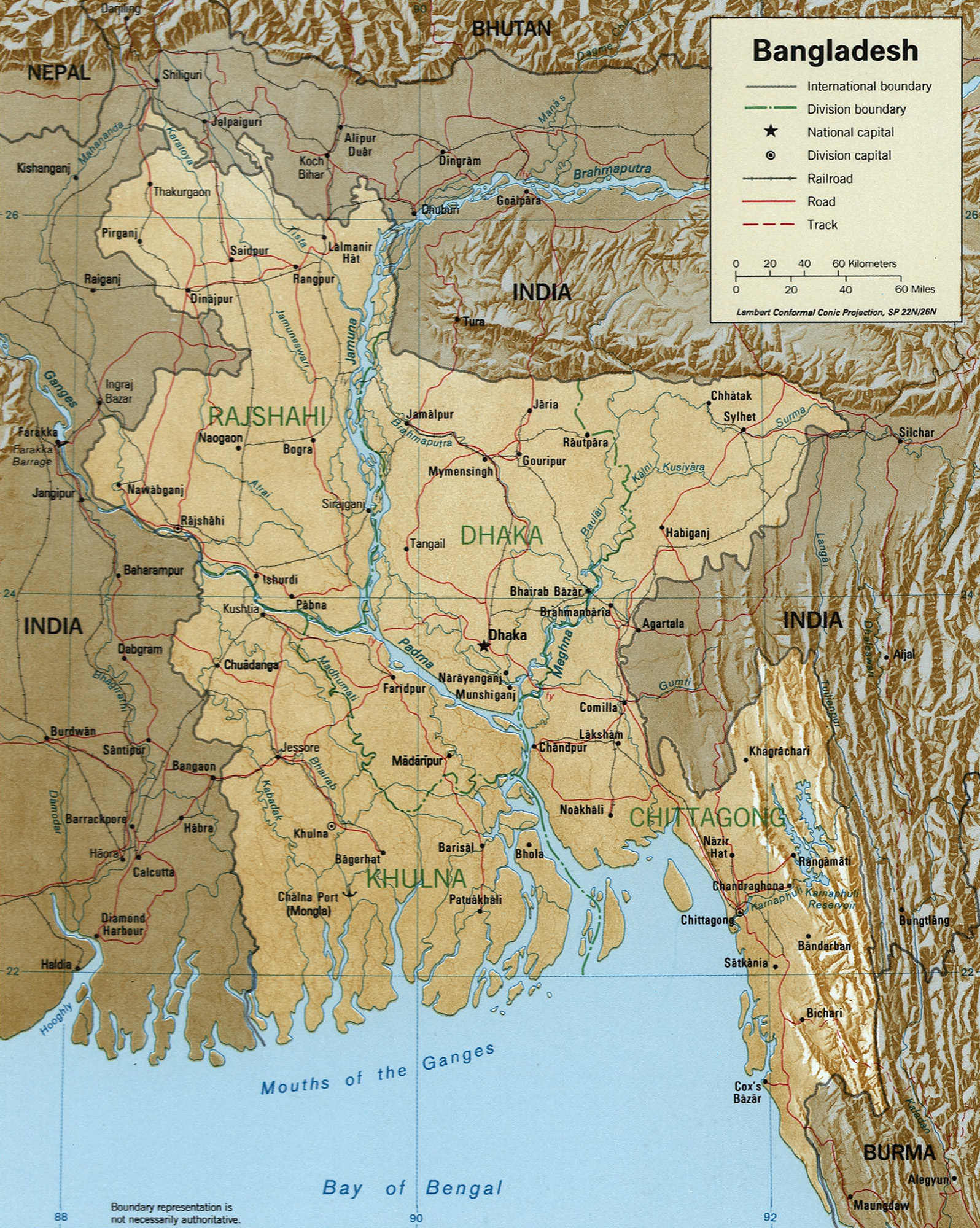
Fleuves du Bangladesh, y compris le Brahmapoutre

Au Bangladesh, le Brahmapoutre est rejoint par la rivière Teesta (ou Tista), l'un de ses plus grands affluents. Sous le Tista, le Brahmapoutre se divise en deux branches distributives . La branche ouest, qui contient la majorité du débit de la rivière, continue plein sud comme le Jamuna (Jomuna) pour fusionner avec le Gange inférieur, appelé la rivière Padma (Pôdda). La branche orientale, autrefois la plus grande, mais maintenant beaucoup plus petite, est appelée le bas ou vieux Brahmapoutre (en)  (Brommoputro). Il se courbe vers le sud-est pour rejoindre la rivière Meghna près de Dhaka. Le Padma et le Meghna convergent près de Chandpur et se jettent dans la baie du Bengale. Cette dernière partie de la rivière s'appelle Meghna.
Le Brahmapoutre entre dans les plaines du Bangladesh après avoir tourné vers le sud autour des collines de Garo en dessous de Dhuburi, en Inde. Après avoir traversé Chilmari, au Bangladesh, il est rejoint sur sa rive droite par la rivière Tista puis suit une 240 km (150 mi) de parcours plein sud comme la rivière Jamuna. (Au sud de Gaibanda, le Vieux Brahmapoutre quitte la rive gauche du courant dominant et passe devant Jamalpur et Mymensingh pour rejoindre la rivière Meghna à Bhairab Bazar. Avant sa confluence avec le Gange, le Jamuna reçoit les eaux combinées des rivières Baral (en), Atrai et Hurasagar (en) sur sa rive droite et devient le point de départ du grand Dhaleshwari (en) sur sa rive gauche. Un affluent du Dhaleswari, le Buriganga ("Old Ganga"), passe devant Dhaka, la capitale du Bangladesh, et rejoint la rivière Meghna au-dessus de Munshiganj.
Le Jamuna rejoint le Ganga au nord de Goalundo Ghat, en dessous duquel, comme le Padma, leurs eaux combinées s'écoulent vers le sud-est sur une distance d'environ 120 km . Après plusieurs petits canaux bifurqués pour alimenter le delta du Ganga-Brahmapoutre au sud, le corps principal du Padma atteint sa confluence avec la rivière Meghna près de Chandpur puis pénètre dans la baie du Bengale par l'estuaire de Meghna et des canaux plus petits traversant le delta. La croissance du delta du Ganga-Brahmapoutre est dominée par les processus de marée.
Le delta du Gange, alimenté par les eaux de nombreux fleuves, dont le Gange et le Brahmapoutre, 59 570 km2 les plus grands deltas fluviaux du monde.